# Вулька-Баханська
Вулька-Баханська (пол. Wólka Bachańska) — село в Польщі, у гміні Ґневошув Козеницького повіту Мазовецького воєводства.
Населення — 181 особа (2011).
У 1975-1998 роках село належало до Радомського воєводства.

## Демографія
Демографічна структура станом на 31 березня 2011 року:
|          | Загалом | Допрацездатний вік | Працездатний вік | Постпрацездатний вік |
| -------- | ------- | ------------------ | ---------------- | -------------------- |
| Чоловіки | 95      | 23                 | 63               | 9                    |
| Жінки    | 86      | 18                 | 41               | 27                   |
| Разом    | 181     | 41                 | 104              | 36                   |